# Браун, Форд Мэдокс
Фо́рд Мэ́докс Бра́ун (англ. Ford Madox Brown; 1821—1893) — английский живописец и поэт, один из виднейших представителей прерафаэлитизма, хотя никогда не входил в само Братство прерафаэлитов. Был близким другом Данте Габриэля Россетти и Уильяма Морриса, вместе с которым занимался разработкой картонов для витражей.

## Биография
Форд Мэдокс Браун родился 16 апреля 1821 года во французском городе Кале. Отец Форда Мэдокса, шотландец, был корабельным казначеем, ко времени рождения сына оставившим службу.
В 1835 году Браун поступил в Академию художеств в Брюгге;, где осваивал рисунок под руководством одного из учеников Давида. Учился затем в Генте и Антверпене у Густава Вапперса. Его первой большой картиной стала написанная в 1840 году «Казнь Марии Шотландской». В мастерской Вапперса Браун изучал технику фресковой росписи, живопись маслом, акварель, пастель, различные виды гравюры. 

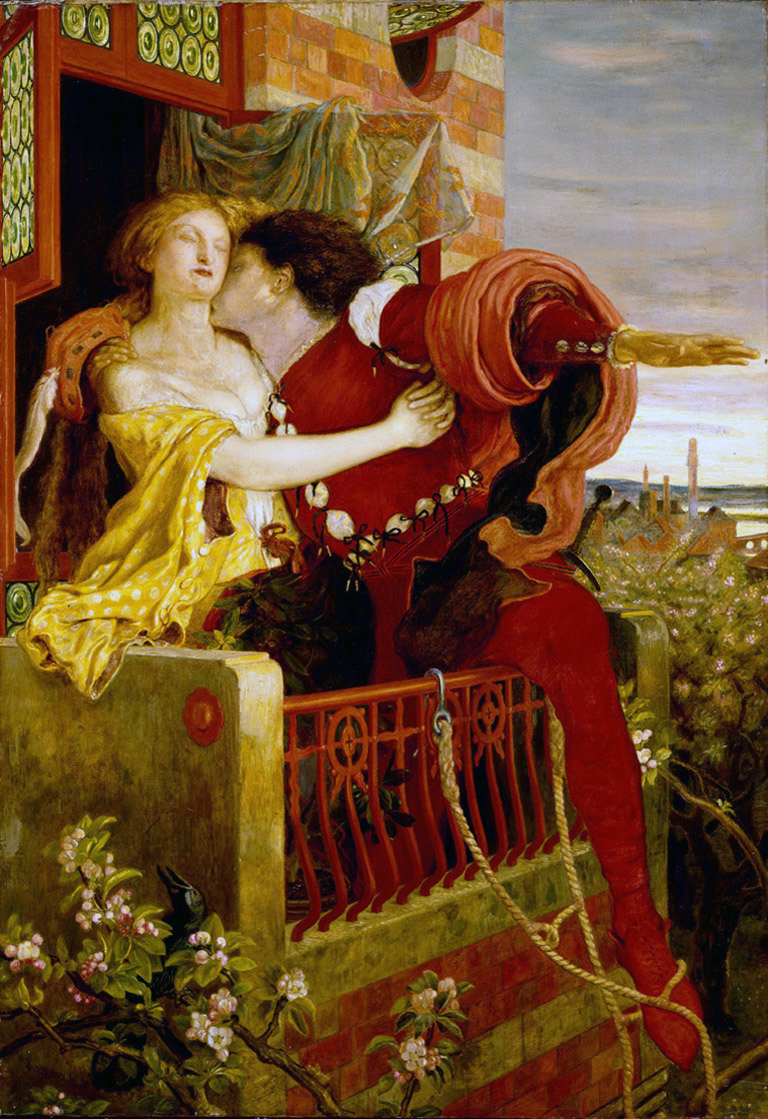
Ромео и Джульетта. Знаменитая сцена на балконе.

Позднее он переехал в Париж, где под влиянием творчества художников-романтиков обратился к литературным сюжетам. В 1845 году он посетил Рим, где сблизился с назареями. Браун многое перенял у назареев и эти взгляды впоследствии оказали влияние на прерафаэлитов. В 1848 году Форд Мэдокс Браун знакомится с Россетти.
Исторические и религиозные композиции Брауна носят романтический морализирующий характер, отличаются здоровым реализмом и выписанностью деталей и резкостью цвета (например, «Христос, умывающий ноги апостолу Петру», 1852, Галерея Тейт, Лондон). Мэдокс Браун так комментировал своё «Прощание с Англией»: «Совершенно не принимая во внимание искусство какого-либо периода или страны, я старался отразить эту сцену так, как она должна была выглядеть». Он стремится к жизненной правде, к ясной характеристике и к воспроизведению драматических моментов жизни.
Он был частым и желанным гостем в доме архитектора Робинсона (дочери которого Агнес Мэри Фрэнсис и Фрэнсис Мэйбл также были писательницами), ставшим центральным местом для встреч художников и писателей движения прерафаэлитов, таких как: Уильям Майкл Россетти, Уильям Моррис, Уильям Холман Хант, Эдвард Бёрн-Джонс, Джеймс Уистлер, Артур Саймонс и Матильда Блинд.

## Семья
Форд Мэдокс Браун был дважды женат. Его первой женой стала кузина Элизабет Бромли (англ. Elisabeth Bromley, 1818/19-1846), от которой у Мэдокса была дочь Люси Мэдокс Браун. После смерти первой жены художник сошелся со своей натурщицей, девятнадцатилетней Эммой Хилл. Хотя первый ребенок пары, Кэтрин, родилась в 1850 году, пара заключила брак только в 1853-м. От брака с Эммой, кроме старшей дочери, родились два сына. Старший, Оливер (1855–1874), подавал большие надежды как художник и поэт, однако умер в возрасте девятнадцати лет от заражения крови, что стало страшным ударом для Брауна. Младший сын, Артур, родился через год после брата, в 1856 году, но умер в возрасте 10 месяцев. Таким образом, из всех детей Форда Мэрдока Брауна выжили только две дочери от двух жен.
На одной его дочери, художнице Люси Мэдокс Браун (она написала первую биографию отца), женился Уильям Майкл Россетти, на другой, Кэтрин — Фрэнсис Хюффер. Форд Мэдокс Браун — дед писателя Форда Мэдокса Форда.
Семья художника в аллегорической форме изображена на картине его старшей дочери Люси Мэдокс Браун «Фердинанд и Миранда играют в шахматы» на сюжет «Бури» Шекспира.

## Картины
- «Прощание с Англией» (англ. The Last of England, 1855) — одна из наиболее известных картин Брауна и до сих пор остается одной из самых лучших работ, посвящённых теме эмиграции. Муж и жена печальны, но собраны и полны решимости: они не рады разлуке с родиной, но и не смотрят в тоске на белые утесы Дувра, оставшиеся позади.[8] Браун написал эту картину после отъезда Томаса Вулнера (одного из прерафаэлитов) в Австралию. Прерафаэлитская техника писания картин предполагала проработку каждой детали, как можно более тщательное отображение природы или людей. «Прощание с Англией» Мэдокс Браун создавал с такой тщательностью, что изображение одних только красных ленточек на женской шляпке заняло у него четыре недели.
- «Труд» (англ. Work, 1865) — о несправедливости викторианской социальной системы и о том, как экономическая жизнь постепенно перемещается из деревни в город. Рабочие срывают дорогу, чтобы построить подземные тоннели (водный канал). Люди труда противопоставлены праздным богачам.[6] Браун написал специальный каталог, где объяснял важность этой картины.
- «Манчестерские фрески» (англ. The Manchester Murals, начал в 1879) — серия картин, где сатирически осмеиваются некоторые идеалы викторианской эпохи.
- «Виклеф, читающий перевод Библии» (англ. John Wycliffe Reading His Translation of the Bible to John of Gaunt, 1848)
- «Иисус, омывающий ноги Петру» (Jesus Washing Peter’s Feet, 1852)
- «Возьмите своего сына, сэр!» (Take your Son, Sir!, 1850-е, не закончено)
- «Смерть сэра Тристрама» (Death of Sir Tristram, 1863)